# I Can Hear the Heart Beating as One
I Can Hear the Heart Beating as One je osmé studiové album americké rockové skupiny Yo La Tengo, vydané v dubnu 1997 u vydavatelství Matador Records. Nahráno bylo v Nashville v Tennessee (mixováno v New Yorku) a produkce se ujal Roger Moutenot. V písni „Moby Octopad“, která rovněž vyšla jako singl, byla použita basová linka ze skladby „European Son“ americké skupiny The Velvet Underground. Vedle autorských písní album obsahuje také coververzi písně „Little Honda“ od skupiny The Beach Boys.

## Seznam skladeb
Všechny skladby napsali členové skupiny Yo La Tengo, pokud není uvedeno jinak.
| Pořadí | Název                                                      | Délka |
| ------ | ---------------------------------------------------------- | ----- |
| 1.     | Return to Hot Chicken                                      | 1:38  |
| 2.     | Moby Octopad                                               | 5:48  |
| 3.     | Sugarcube                                                  | 3:21  |
| 4.     | Damage                                                     | 4:39  |
| 5.     | Deeper into Movies                                         | 5:23  |
| 6.     | Shadows                                                    | 2:27  |
| 7.     | Stockholm Syndrome                                         | 2:51  |
| 8.     | Autumn Sweater                                             | 5:18  |
| 9.     | Little Honda (Brian Wilson, Mike Love)                     | 3:07  |
| 10.    | Green Arrow                                                | 5:43  |
| 11.    | One PM Again                                               | 2:25  |
| 12.    | The Lie and How We Told It                                 | 3:19  |
| 13.    | Center of Gravity                                          | 2:42  |
| 14.    | Spec Bebop                                                 | 10:40 |
| 15.    | We're an American Band                                     | 6:25  |
| 16.    | My Little Corner of the World (Bob Hilliard, Lee Pockriss) | 2:24  |

## Obsazení
- Ira Kaplan – kytara, zpěv
- Georgia Hubley – bicí
- James McNew – baskytara
- Jonathan Marx – trubka
- Al Perkins – pedálová steel kytara